# طائر ياندنغ
طائر ياندنغ (الاسم العلمي:†Yandangornis) هو جنس منقرض من وحشيات الأرجل (ربما طيريات الأجنحة) من فترة الطباشيري المتأخر. لقد عاش قبل 81.5 مليون سنة فيما يعرف الآن بالصين. تم وصف النوع النمطي طائر ياندنغ طويل الذيل (Yandangornis longicaudus) رسميًا بواسطة Cai و Zhou في عام 1999. النموذج النوعي عبارة عن هيكل عظمي كامل في الغالب في مجموعة متحف جيجيانغ للتاريخ الطبيعي، برقم تسجيل M1326. تم اكتشاف الحفرية في عام 1986 بالقرب من مدينة لينهاي في مقاطعة جيجيانغ، الصين. يتضمن معظم هيكل عظمي واحد كامل. تم تسمية الجنس على اسم جبال ياندنغ.